# Al Bayda City (huyện)
Huyện Al Bayda City là một huyện thuộc tỉnh Al Bayda', Yemen. Đến thời điểm năm 2003, huyện này có dân số 29853 người